# Emil Wahlström
 (décembre 2017).
Si vous disposez d'ouvrages ou d'articles de référence ou si vous connaissez des sites web de qualité traitant du thème abordé ici, merci de compléter l'article en donnant les références utiles à sa vérifiabilité et en les liant à la section « Notes et références ».
Emil Wahlström, né le 2 mars 1987, est un footballeur suédois. Il évolue au poste de défenseur central avec le club du BK Häcken.

## Biographie
Il naît et grandit à Backa, un quartier de l'île de Hisingen dans la commune de Göteborg.
À l'âge de 15 ans, il rejoint le les jeunes du BK Häcken, ou il y remporte un titre national junior.
En 2005, il fait sa première apparition avec les professionnels, sans être aligné. En février 2007, il signe un contrat de trois ans et, durant la même saison, il obtient ses premières participations en Superettan. En 2008, il joue 13 matchs et remporte la promotion en Allsvenskan.
Il joue trois matchs en Ligue Europa avec le BK Häcken.

## Palmarès
- Vainqueur de la Coupe de Suède en 2016 avec le BK Häcken